# 캐스케이디아 운동
캐스케이디아 운동은 북미 서부 지역에 위치한 생물 지역 및 생물 지역 운동이다. 잠재적인 경계는 다양하며, 일부는 기존의 정치 상태 및 지방 경계를 따라, 다른 일부는 더 큰 생태, 문화, 정치 및 경제 경계를 따라 그려진다.

## 같이 보기
- 캘리포니아 공화국